# Museo Necrópolis Kausay Wasi
El Museo Necrópolis Kausay Wasi es un museo arqueológico y una necrópolis de Bolivia, ubicada en la región del Altiplano. Se encuentra en las afueras de la localidad de San Juan del Rosario, en el municipio de Colcha K de la provincia de Nor Lípez en el departamento de Potosí. En la necrópolis se encuentran 45 tumbas expuestas al público, sin embargo varias serían tumbas recreadas con momias originarias de otros sitios. Así mismo, en el museo se exponen restos líticos, cerámicas, metales, textiles, trenzas y cuero que datan de las épocas preincaica e incaica. En total se exhiben 62 piezas arqueológicas y también se encuentran a la venta artesanías, postales y tejidos hechos a mano, como ser chompas, gorros y guantes de lana de alpaca.
El museo fue construido por iniciativa de los comunarios de San Juan del Rosario junto con el apoyo de la Embajada Alemana en Bolivia y la Sociedad Alemana de Cooperación Internacional, inaugurándose en julio de 2003. La necrópolis se encuentra sobre roca volcánica, en una superficie de 4 hectáreas. El trabajo de atención a los turistas, así como de limpieza y mantenimiento, es un cargo rotatorio por el cual están obligados a pasar todos los vecinos del pueblo.

## Toponimia
El nombre "Kausay Wasi" proviene del idioma quechua, que significa "La Casa de la Vida".